# Une soirée à Vienne
Pour plus de détails, voir Fiche technique et Distribution.
Une soirée à Vienne (Reunion in Vienna) est un film américain réalisé par Sidney Franklin, sorti en 1933. Le film fut nommé pour l'Oscar de la meilleure photographie.

## Synopsis
Un archiduc, qui avait été banni de la Cour d'Autriche, revient à Vienne pour assister à une réunion de ses anciens compagnons aristocrates. Il retrouvera aussi l'ancien amour de sa vie, qui est maintenant marié à un psychanalyste.

## Fiche technique
- Titre original : Reunion in Vienna
- Titre français : Une soirée à Vienne
- Réalisation : Sidney Franklin
- Scénario : Ernest Vajda et Claudine West d'après la pièce de Robert E. Sherwood
- Photographie : George J. Folsey
- Musique : William Axt
- Pays d'origine : États-Unis
- Format : Noir et blanc - 1,37:1 - Mono
- Genre : romance
- Durée : 98 minutes
- Date de sortie : 1933

## Distribution
- John Barrymore : Archiduc Rudolf von Habsburg
- Diana Wynyard : Elena Krug
- Frank Morgan : Dr Anton Krug
- Henry Travers : Père Krug
- May Robson : Frau Lucher
- Eduardo Ciannelli : Pofferoff
- Una Merkel : Ilsa Hinrich
- Nella Walker : Comtesse Von Stainz

Acteurs non crédités
- George Davis : un serveur
- Lucien Prival : le serveur Colline